# Sara Bertolasi
Sara Bertolasi (* 29. April 1988 in Busto Arsizio) ist eine italienische Ruderin. Sie nahm im Zweier ohne Steuerfrau an den Olympischen Sommerspielen 2012 und den Olympischen Sommerspielen 2016 teil. 2012 wurde sie Vizeeuropameisterin im Achter.

## Karriere
Sara Bertolasi begann ihre sportliche Karriere im Radsport und wechselte dann 2007 zum Rudersport. Das Rudern lernte sie bei Canottieri Varese. Bereits ein Jahr später startete sie im Vierer ohne Steuerfrau bei der Weltmeisterschaft 2008 in Linz/Ottensheim. Zusammen mit Samanta Molina, Simona Roccarina und Anna Bonciani belegte sie den vierten Platz. Zu den Europameisterschaften wechselte sie dann in den Achter. Mit Cleonice Renzetti, Valeria Franzin, Veronica Pizzamus, Cristina Romiti, Gioia Sacco, Camilla Espana, Anna Bonciani und Serena Manetti belegte sie erneut den vierten Platz. 2009 gab sie ihr Debüt im Ruder-Weltcup. Beim ersten Weltcup der Saison in Banyoles startete sie zusammen mit Valentina Calabrese, Cristina Pozzan und Erika Bello im Doppelvierer. Hinter den Booten aus Großbritannien und den Niederlanden gewannen die vier die Bronzemedaille. Beim dritten Weltcup in Luzern rückte Gaia Palma für Erika Bello in die Mannschaft. In der neuen Besetzung fuhren die Italienerinnen als Sechste über die Ziellinie. Anschließend starteten die vier auch bei der U23-Weltmeisterschaft. Nachdem sie im Vorlauf nur den vierten Platz belegten, konnten sie sich mit dem Sieg im Hoffnungslauf doch noch für das A-Finale qualifizieren. Im Finale reichte es dann aber wieder nur zum sechsten Platz. Auch im neuen Jahr 2010 startete sie im Doppelvierer beim ersten Weltcup der Saison in Bled. Zusammen mit Gaia Palma, Laura Schiavone und Valentina Calabrese belegte sie auch bei diesem Wettkampf am Ende den sechsten Platz. Bei der U23-Weltmeisterschaft konnte der Doppelvierer so nicht mehr starten, da Laura Schiavone schon zu alt war. Deshalb kam Martina Ferrarini für sie in die Mannschaft. Die neu zusammengesetzte Mannschaft konnte das B-Finale gewinnen und belegte damit am Ende den siebten Platz.
2011 wechselte sie die Bootsklasse und ging beim ersten Weltcup der Saison in München mit Claudia Wurzel im Zweier ohne Steuerfrau an den Start. Die beiden belegten den dritten Platz im B-Finale und schlossen damit den Wettbewerb auf Platz neun ab. Beim dritten Weltcup in Luzern fuhren die beiden als Fünfte im B-Finale über die Ziellinie und belegten damit den 11. Platz. Bei der Weltmeisterschaft gewannen die beiden das B-Finale, was in der Endabrechnung Platz sieben bedeutete. Mit dem siebten Platz qualifizierten sich die beiden für die Olympischen Sommerspiele 2012 in London. Es war das erste Mal, dass Italien sich im Zweier ohne Steuerfrau für die Spiele qualifizieren konnte.
Zum Abschluss der Saison gewannen sie hinter den Booten aus Rumänien und Weißrussland die Bronzemedaille im Zweier ohne bei der Europameisterschaft. 2012 wechselte sie den Verein und ging für Canottieri Lario an den Start. Beim zweiten Weltcup der Saison in Luzern belegten die beiden den vierten Platz im B-Finale und damit am Ende Platz 10. In München konnten die beiden dann beim dritten Weltcup das B-Finale gewinnen und erreichten damit den siebten Platz. Anschließend starteten die beiden als einzige italienische Frauenmannschaft bei der olympischen Ruderregatta. Nach dem fünften Platz im Vorlauf mussten die beiden in den Hoffnungslauf. Im Hoffnungslauf reichte es nur zum vierten Platz, womit sie es verpassten, sich für das A-Finale zu qualifizieren. Im B-Finale belegten sie dann den vierten Platz, so dass sie am Ende 10. im Zweier ohne Steuerfrau bei den Olympischen Spielen wurden. Zum Abschluss der Saison machten sie einen Doppelstart bei den Europameisterschaften im heimischen Varese im Zweier ohne und im Achter. Während sie im Zweier ohne mit dem vierten Platz die Medaillenränge verpassten, konnten sie im Achter mit Sara Magnaghi, Alessandra Patelli, Giada Colombo, Gabriella Bascelli, Gaia Palma, Enrica Marasca und Federica Cesarini hinter dem Boot aus Rumänien die Silbermedaille gewinnen.
Im Juli 2013 gewann sie mit Alessandra Patelli das B-Finale im Doppelzweier bei der Universiade in Kasan, womit die beiden Siebte wurden. Zur neuen Saison 2014 wechselte Bertolasi in den Doppelvierer. Bei der Europameisterschaft gewann sie mit Alessandra Patelli, Laura Schiavone und Gaia Palma das B-Finale und belegte damit erneut den siebten Platz. Beim dritten Weltcup in Luzern belegte sie im Doppelzweier mit Laura Schiavone den dritten Platz im B-Finale und damit insgesamt den neunten Platz. Gemeinsam mit Sara Magnaghi, Alessandra Patelli und Laura Schiavone startete sie im Doppelvierer bei der Weltmeisterschaft. Dieses Mal belegte der italienische Doppelvierer den sechsten Platz im B-Finale und damit am Ende den 12. Platz. 2015 startete sie wieder mit Laura Schiavone im Doppelzweier beim zweiten Weltcup der Saison. Die beiden belegten im B-Finale den 3. Platz und wurden damit erneut Neunte einer Weltcup-Regatta. Beim dritten Weltcup fuhren sie im B-Finale als Vierte über die Ziellinie, was Platz 10 bedeutete. Zur Weltmeisterschaft wechselte sie mit Alessandra Patelli in den Zweier ohne Steuerfrau. Da Bertolasi in der Vorbereitung auf die Weltmeisterschaft mit einer Rippenverletzung zu kämpfen hatte, reichte es für die beiden nur zum zweiten Platz im C-Finale. Mit dem 14. Platz verpassten die beiden die Quotenplätze für die Olympischen Spiele deutlich. Das Duo ging aber gemeinsam in die neue Saison, mit dem Ziel, sich bei der finalen Qualifikationsregatta doch noch für die Olympischen Spiele zu qualifizieren. Beim ersten Weltcup im heimischen Varese konnten sie diese Ambitionen untermauern, als sie hinter dem Boot aus Südafrika die Silbermedaille gewinnen konnten. Bei der Qualifikationsregatta belegten die beiden dann den dritten Platz. Da es vier Qualifikationsplätze gab, gelang ihnen damit die Qualifikation für die olympische Ruderregatta in Rio de Janeiro. Bei den Olympischen Spielen mussten sie nach einem vierten Platz im Vorlauf in den Hoffnungslauf. Im Hoffnungslauf belegten sie den zweiten Platz und qualifizierten sich damit für das Halbfinale A/B der besten 12 Boote. Mit dem sechsten Platz im Halbfinale verpassten sie das A-Finale dann aber deutlich. Das B-Finale beendeten sie auf dem fünften Platz, so dass sie die Spiele als 11. beendeten. Nach den Olympischen Spielen beendete Bertolasi ihre Karriere. Dies teilte sie ihren Freunden und Unterstützern in einem persönlichen Brief mit.
2018 feierte sie ihr Comeback in der italienischen Nationalmannschaft. Laut eigener Aussage entstand ihr Comeback eher zufällig. Nach ihrem Karriereende 2016 fing sie an bei Società Canottieri Milano 1890 zu arbeiten und aus Vergnügen zu rudern, als zwei Freunde sie aus einem Spaß fragten, wieso sie nicht für ihren Verein startet. Daraus entstand eine Idee und sie kam mit dem Ziel zurück, die erste italienische Ruderin zu werden, die an drei Olympischen Spielen teilgenommen hat. Deshalb stieg sie wieder mit ihrer alten Partnerin Alessandra Patelli in den Zweier ohne Steuerfrau. Beim zweiten Weltcup der Saison in Linz/Ottensheim gelang es den beiden direkt, die Silbermedaille hinter den Neuseeländerinnen zu gewinnen. Bei der Europameisterschaft gewannen die beiden dann hinter den Booten aus Rumänien und den Niederlanden die Bronzemedaille. Bei der Weltmeisterschaft in Plowdiw verpassten sie als Vierte dann knapp eine Medaille. Zu Beginn der Saison 2019 wechselten die beiden die Bootsklasse und starteten mit Laura Meriano und Giorgia Pelacchi im Vierer ohne Steuerfrau bei den Europameisterschaften. Die vier schafften es nicht, sich für das A-Finale zu qualifizieren, und belegten im B-Finale den dritten Platz, womit sie am Ende Neunte wurden. Anschließend traten Patelli und Bertolasi als zweites italienisches Boot im Zweier ohne Steuerfrau beim zweiten Weltcup der Saison in Posen an, wo sie den vierten Platz im B-Finale belegten und damit 10. wurden. Weil der andere italienische Zweier ohne besser platziert war, wechselten beide zur Weltmeisterschaft in Linz/Ottensheim wieder in den Vierer ohne. Zusammen mit Alessandra Montesano und Valentina Iseppi konnten sie aber auch in dieser Bootsklasse das A-Finale nicht erreichen. Im B-Finale belegten sie den sechsten Platz und beendeten die Weltmeisterschaften auf Platz 12. 2020 hatte sie erst im Januar Probleme mit der Achillessehne und musste dann im Sommer wegen einer Knochen- und Sehnenentzündung in den Kniesehnen mit dem Training pausieren. Deshalb verpasste sie auch die Europameisterschaften in Posen.
Nachdem sie schon von 2013 bis 2016 Athletenvertreterin im italienischen Verband war, wurde sie von den Athleten für den Zeitraum von 2021 bis 2024 erneut gewählt.

## Internationale Erfolge
- 2008: 4. Platz Weltmeisterschaften im Vierer ohne Steuerfrau
- 2008: 4. Platz Europameisterschaften im Achter
- 2009: 6. Platz U23-Weltmeisterschaften im Doppelvierer
- 2010: 7. Platz U23-Weltmeisterschaften im Doppelvierer
- 2011: 7. Platz Weltmeisterschaften im Zweier ohne Steuerfrau
- 2011: Bronzemedaille Europameisterschaften im Zweier ohne
- 2012: 10. Platz Olympische Spiele im Zweier ohne
- 2012: Silbermedaille Europameisterschaften im Achter
- 2012: 4. Platz Europameisterschaften im Zweier ohne
- 2013: 7. Platz Universiade im Doppelzweier
- 2014: 7. Platz Europameisterschaften im Doppelvierer
- 2014: 12. Platz Weltmeisterschaften im Doppelvierer
- 2015: 14. Platz Weltmeisterschaften im Zweier ohne
- 2016: 11. Platz Olympische Spiele im Zweier ohne
- 2018: Bronzemedaille Europameisterschaften im Zweier ohne
- 2018: 4. Platz Weltmeisterschaften im Zweier ohne
- 2019: 9. Platz Europameisterschaften im Vierer ohne
- 2019: 12. Platz Weltmeisterschaften im Vierer ohne

## Privatleben
Sara Bertolasi ist mit Luca Broggini verheiratet.

## Berufsweg
Sara Bertolasi hat erst einen Abschluss in Kommunikationswissenschaften mit Auszeichnung gemacht und anschließend einen Master in Sportmanagement und einen Master in Sportrecht erworben.